# Олокау-дель-Рей
Олокау-дель-Рей, Олокау-дел-Рей (ісп. Olocau del Rey (офіційна назва), валенс. Olocau del Rei) — муніципалітет в Іспанії, у складі автономної спільноти Валенсія, у провінції Кастельйон. Населення — 144 особи (2010).

## Географія
Муніципалітет розташований на відстані близько 290 км на схід від Мадрида, 75 км на північ від міста Кастельйон-де-ла-Плана.
На території муніципалітету розташовані такі населені пункти: (дані про населення за 2010 рік)
- Лас-Ломас: 22 особи
- Олокау-дель-Рей: 97 осіб
- Ла-Р'єра: 25 осіб

## Демографія
Динаміка населення (INE ):

## Галерея зображень

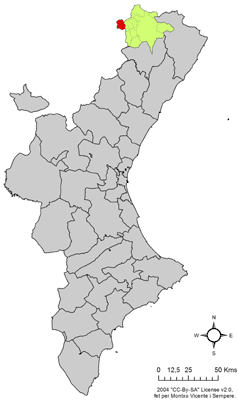
Розташування муніципалітету Олокау-дель-Рей у автономній спільноті Валенсія
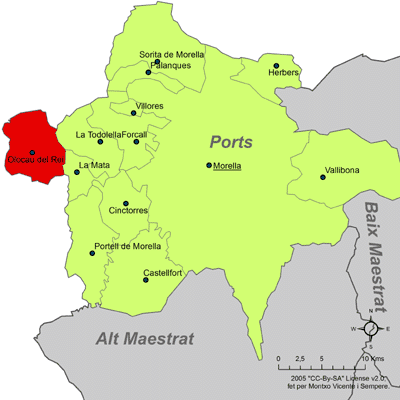
Розташування муніципалітету Олокау-дель-Рей у комарці Лос-Пуертос-де-Морелья
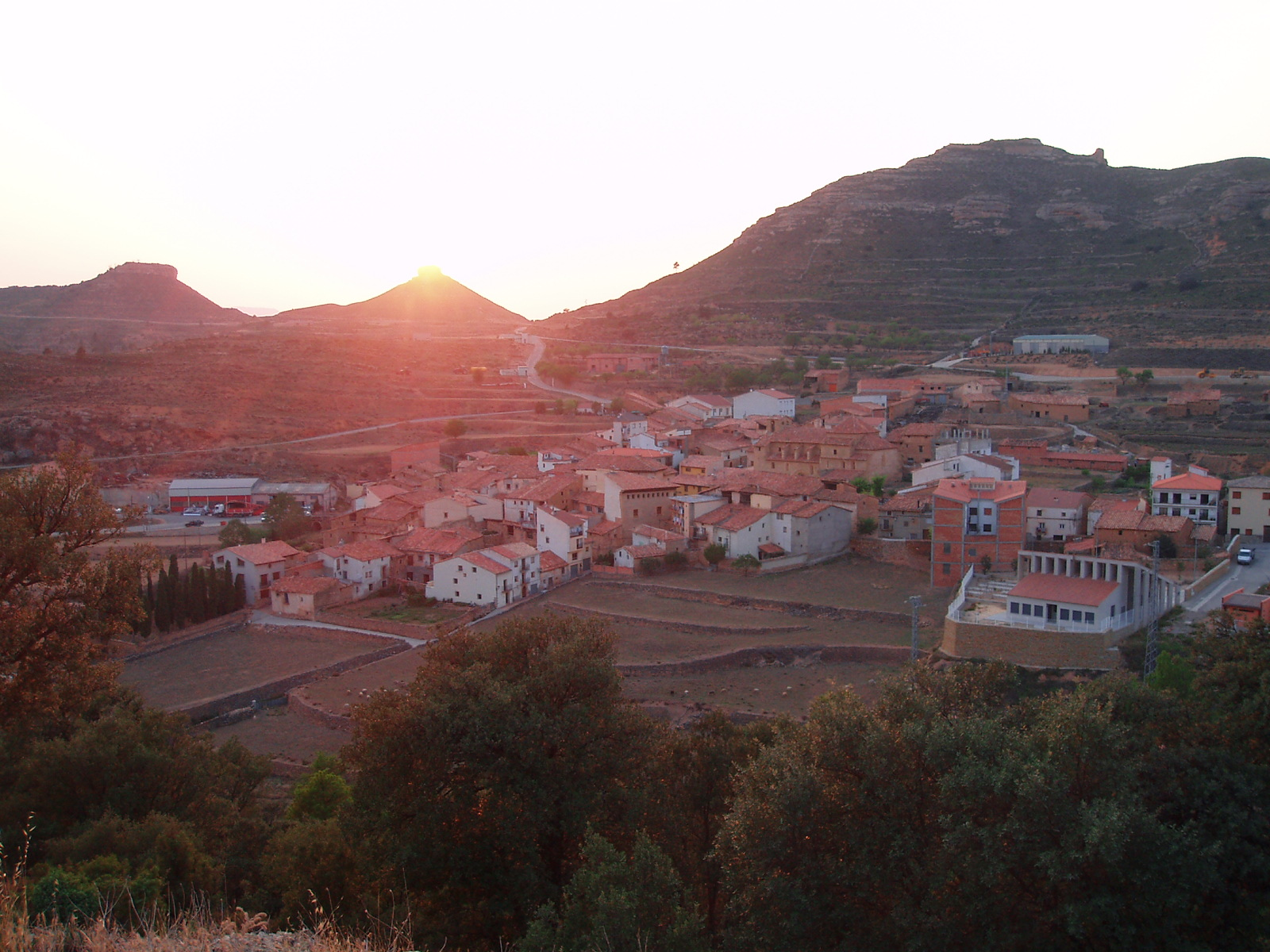
Олокау-дель-Рей
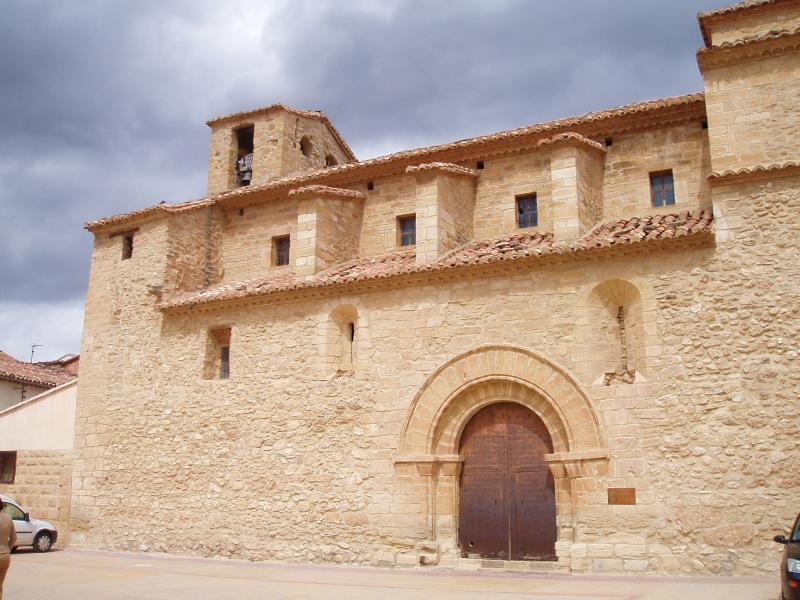
Церква Нуестра-Сеньйора-дель-Популо
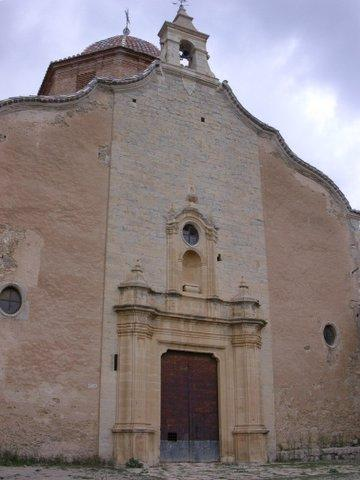
Каплиця Сан-Маркос
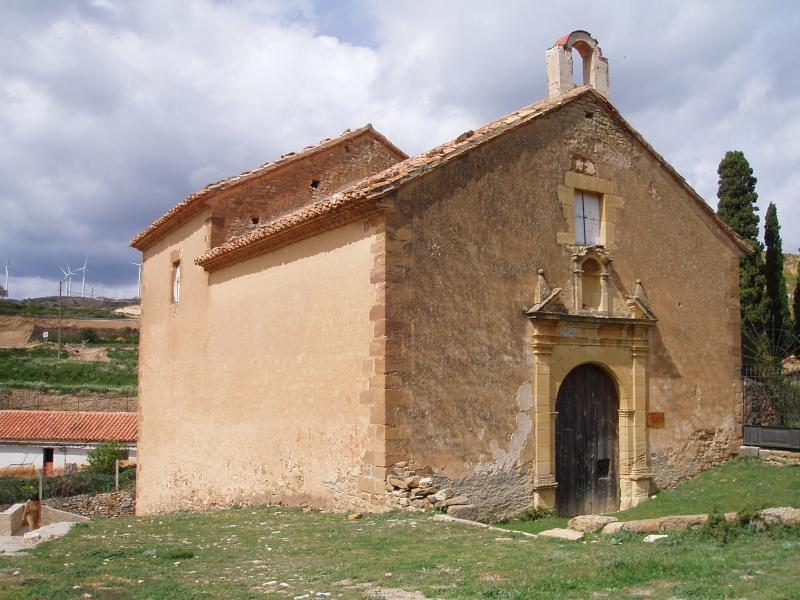
Каплиця Сан-Блас
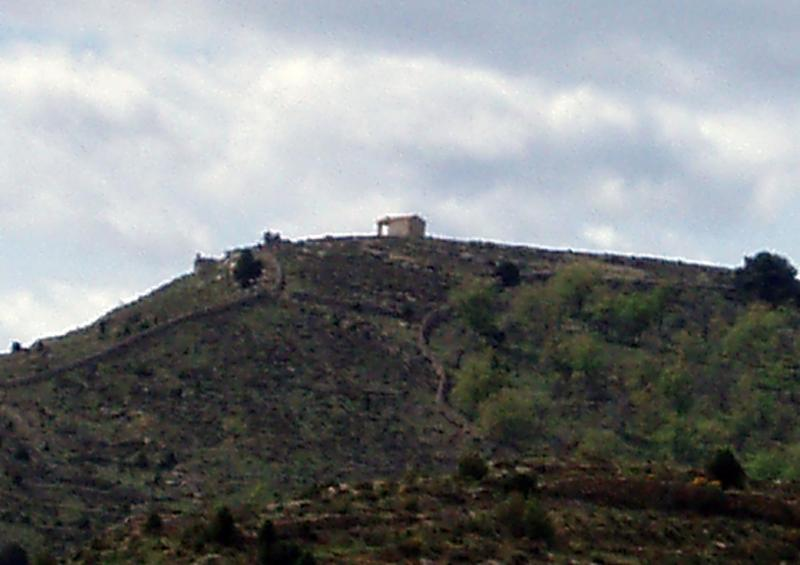
Каплиця Ла-Вірхен-де-ла-Наранха
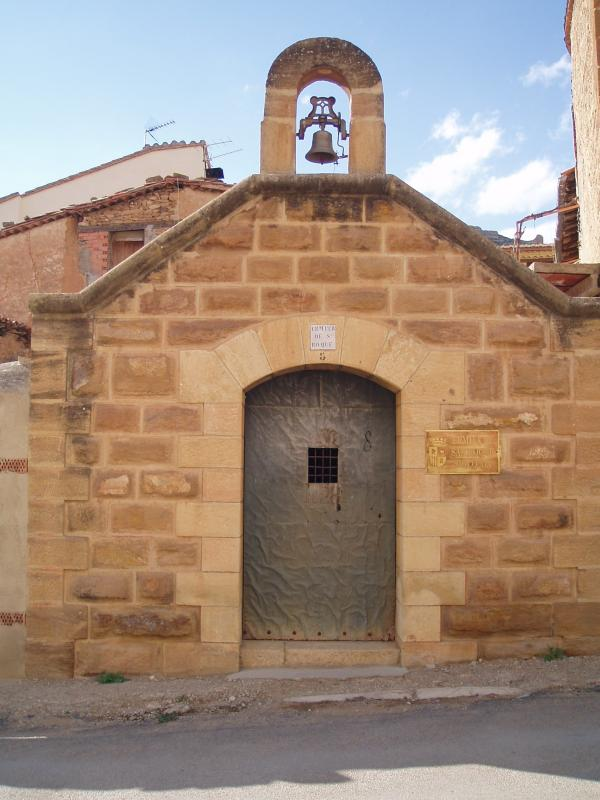
Каплиця Сан-Роке
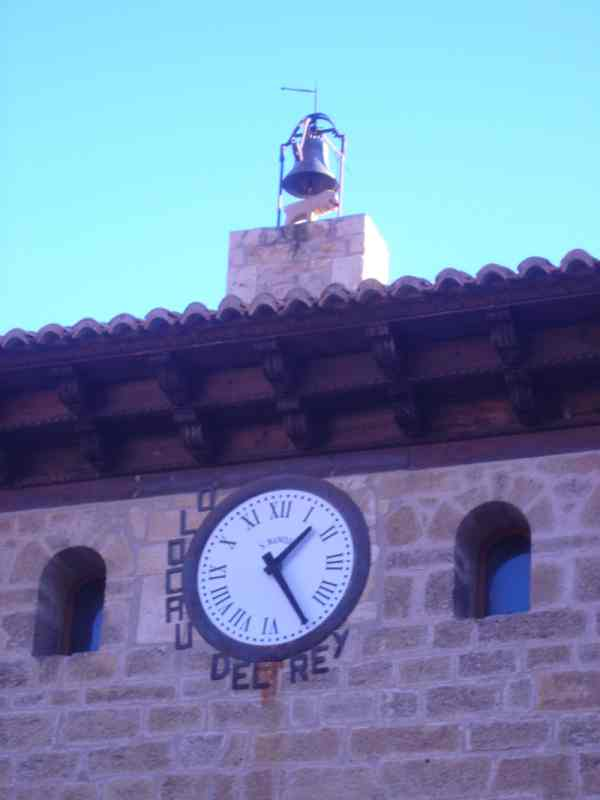
Муніципальна рада
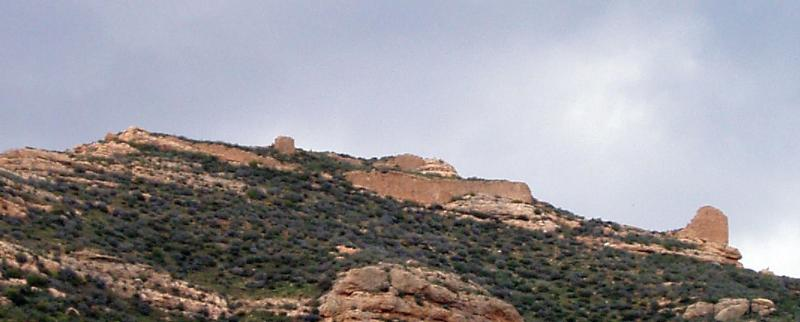
Замок
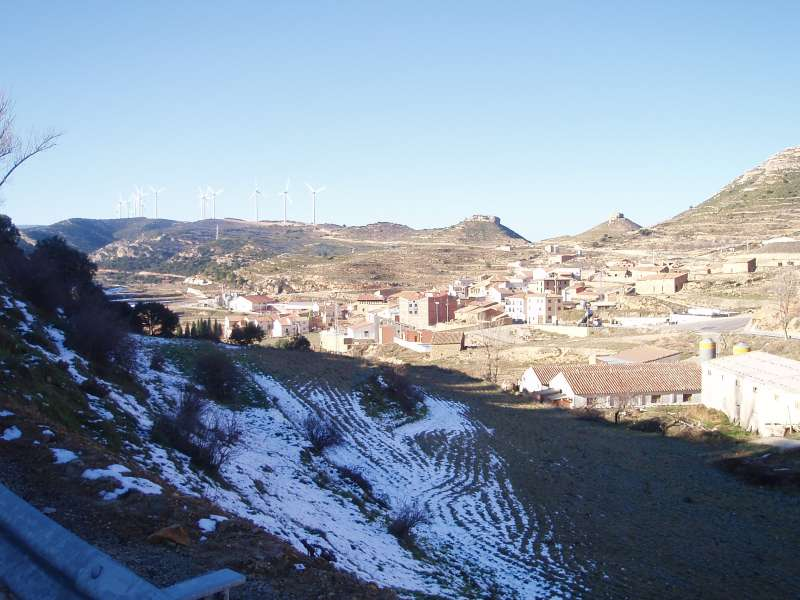
Панорама, грудень 2006 року
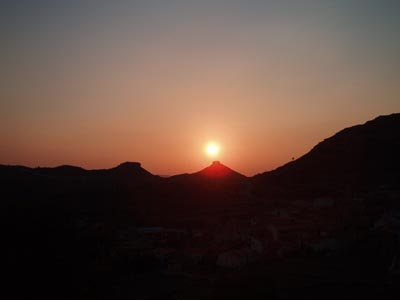
Олокау-дель-Рей увечері